# Isaac le Maire
Isaac le Maire (Tournai, 1558/1559 - Egmond aan den Hoef, 20 de setembre del 1624) fou un comerciant a la mar Bàltica i la mar Mediterrània i que dirigent de la Companyia de Brabant i conegut com el primer venedor en descobert de la història.
Quan la Companyia Neerlandesa de les Índies Orientals va ser establerta el 1602, va ser un dels dirigents i un dels accionistes més importants. Va encapçalar una queixa del 40% del capital en 1609 de la mala qualitat del govern corporatiu presentant una petició contra el VOC, marcant la primera expressió registrada de disputa de govern corporatiu, acusant formalment que el Heeren XVII actuava en el seu propi interès i demanant més poder en la companyia. Aparentment Le Maire volia recuperar els beneficis de l'empresa per finançar expedicions pròpies en lloc de les de la companyia. Com la seva participació no anava acompanyada d'un major poder de vot, Le Maire va ser destituït pels altres governadors el 1605 acusat de malversació i es va veure obligat a signar un acord per no competir amb el VOC.
El 1616 va fundar la Companyia d'Austràlia. Avui en dia sobretot és conegut per la seva batalla constant amb els dirigents de la Companyia Neerlandesa de les Índies Orientals, que va portar a la descoberta de Cap Horn.